# Ndeye Binta Diongue
Ndeye Binta Diongue, née le 2 mai 1988 à Dakar, est une escrimeuse sénégalaise pratiquant l'épée et, plus rarement, le fleuret. Elle prend part aux Jeux olympiques d'été de 2020 à Tokyo.

## Carrière
Ndeye Binta Diongue débute l'escrime dans le club Fort B de Dakar à 12 ans avant de rejoindre l'équipe nationale en 2006, à 18 ans.
Elle remporte la médaille de bronze par équipe aux Championnats d'Afrique 2006 à Casablanca.
Elle est médaillée de bronze à l'épée féminine senior individuelle aux Championnats d'Afrique 2008 à Casablanca. Elle est médaillée de bronze en fleuret par équipes aux Championnats d'Afrique d'escrime 2010 à Tunis. Aux Championnats d'Afrique 2019 à Bamako, elle obtient le bronze en épée individuelle après s'être inclinée en demi-finales face à la Tunisienne Sarra Besbes. Elle est également médaillée de bronze en épée par équipes.
En 2014, Ndeye Binta Diongue reçoit son diplôme de maîtresse d'armes de l'EIMA (École Internationale de Maîtres d'Armes). À la suite de cela, elle rejoint la France et intègre deux clubs simultanément : la VGA Saint-Maur parrainée par Sarra Besbes et le club de l'AS Bondy 3 ans plus tard par l'intermédiaire de Lauren Rembi.Elle s'y entraîne entre autres aux côtés de cette dernière ainsi que sa sœur Joséphine Jacques-André-Coquin.Le club lui permet de participer aux compétitions du circuit national français malgré ses difficultés financières et l'absence de soutien de la part de son pays natal.
Elle rejoint ensuite le club bordelais grâce à d'Alexandre Bouzaid. Il y eut également une belle rencontre avec celui qui est aujourd'hui son Maitre d'Armes, Daniel Levavasseur qui l'entraîne depuis 2015.
C'est aujourd'hui au club du Cercle d'escrime d'Asnières qu'elle trouve sa place comme maîtresse d'armes et fait bénéficier de son expérience à l'équipe féminine de compétition du club, le C.E.A. évoluant au niveau National.
Elle est médaillée de bronze en épée par équipes aux Jeux africains de 2019 de Rabat.
Egalement médaillée de bronze en épée en individuel aux Jeux africains de 2022 de Salé au Maroc.
Elle participe aux Jeux olympiques d'été de 2020 à Tokyo en remportant le tournoi de qualification de la zone Afrique, après deux tentatives vaines en 2012 et 2016. Cela faisait seize ans qu'une escrimeuse sénégalaise n'avait pas pris part à cet évènement, les dernières en dates étant Aminata Ndong (épée) et Nafi Touré (sabre) aux Jeux d'Athènes de 2004.
Elle est éliminée au tableau de 32 après une défaite face à la vice-championne du monde, la Chinoise Lin Sheng (6-15). Elle termine la compétition à la 30e place sur 35 participantes.
Elle revient en 2024 sur les devants de la scène grâce à sa nouvelle qualification aux Jeux olympiques d'été de 2024, pour la seconde fois après les jeux de Tokyo, grâce à sa 1re place lors des championnats de qualification à Alger.

## Palmarès
- Championnats d'Afrique
  -  Médaille de bronze à l'épée par équipes aux championnats d'Afrique 2006 à Casablanca
  -  Médaille de bronze à l'épée individuelle aux championnats d'Afrique 2008 à Casablanca
  -  Médaille de bronze à l'épée par équipes aux championnats d'Afrique 2008 à Casablanca
  -  Médaille de bronze au fleuret par équipes aux championnats d'Afrique 2010 à Tunis
  -  Médaille de bronze au fleuret par équipes aux championnats d'Afrique 2013 au Cap
  -  Médaille de bronze à l'épée individuelle aux championnats d'Afrique 2019 à Bamako
  -  Médaille de bronze à l'épée par équipes aux championnats d'Afrique 2019 à Bamako
  -  Médaille de bronze à l'épée individuelle aux championnats d'Afrique 2022 à Casablanca
- Jeux africains
  -  Médaille de bronze à l'épée par équipes aux Jeux africains de 2019 à Rabat
- Championnats du Sénégal
  -  Médaille d'or en individuel aux championnats du Sénégal de 2009 à 2014[15]

## Classement en fin de saison
| Année | 2008 | 2009 | 2010 | 2011 | 2012 | 2013 | 2014 | 2015 | 2016 | 2017 | 2018 | 2019 | 2020 | 2021 | 2022 | 2023 |
| ----- | ---- | ---- | ---- | ---- | ---- | ---- | ---- | ---- | ---- | ---- | ---- | ---- | ---- | ---- | ---- | ---- |
| Rang  | 51   | 109  | 396  | 108  | 83   | 110  | NC   | 113  | 105  | 63   | 112  | 45   | 53   | 45   | 59   | 106  |